# Jonas Frei (Parabobfahrer)
Jonas Frei (* 17. Dezember 1997) ist ein Schweizer Behindertensportler. Er ist als Bobpilot in der Disziplin Parabob aktiv.

## Leben
Frei ist seit einem Rollerunfall auf einen Rollstuhl angewiesen. Nach einem Schnuppertag im Parabob-Sport begann er als Bobpilot.
Bei den IBSF Para-Sport Weltmeisterschaften 2021 in St. Moritz (SUI) gewann er als erster Schweizer den Titel bei den Weltmeisterschaften der Bob-Sportler mit Behinderung. Mit 23 Jahren war Jonas Frei zudem der jüngste Parabob-Weltmeister, seitdem die Titelkämpfe 2016 erstmals auf dem Sport-Programm des Internationalen Bob & Skeleton Verbands IBSF standen.